# Hortonia
Hortonia – miasto w Stanach Zjednoczonych, w stanie Wisconsin, w hrabstwie Outagamie.